# Albano Laziale
Albano Laziale ist eine italienische Stadt, die zur Metropolitanstadt Rom in der italienischen Region Latium gehört, mit 39.773 Einwohnern (Stand 31. Dezember 2023).

## Name
Der Name Albano leitet sich vom antiken Ager Albanus her. 1872 bekam der Ort zur Unterscheidung von gleichnamigen italienischen Orten den Zusatz Laziale.

## Geographie

Lage von Albano Laziale in der Metropolitanstadt Rom

Albano Laziale liegt 25 km südöstlich von Rom, 12 km südlich von Frascati und 23 km vom Tyrrhenischen Meer bei Torvaianica (Gemeinde Pomezia) entfernt.
Die Stadt, die sich in den Albaner Bergen oberhalb des Albaner Sees befindet, gehört zu den Gemeinden der Castelli Romani und hat Anteil am Naturpark Parco Regionale dei Castelli Romani.
Während die Kernstadt auf dem Kraterrand des Albanersees liegt, erstrecken sich die Stadtteile Cecchina und Pavona in der Ebene am Fuß der Albaner Berge. Das Gemeindegebiet erstreckt sich über eine Höhe von 110 bis 565 m s.l.m.
Die Gemeinde liegt in der Erdbebenzone 2 (mittel gefährdet).
Die Nachbargemeinden sind, im Uhrzeigersinn: Castel Gandolfo, Rocca di Papa, Ariccia, Ardea, Pomezia und Rom.

## Geschichte
Nach der Zerstörung von Alba Longa 665 v. Chr. wurde der Ager Albanus zum bevorzugten Gebiet für die Villen römischer Patrizier. 197 n. Chr. ließ Kaiser Septimius Severus die Castra Albana, ein Legionslager für die Legio II Parthica errichten, das zur Keimzelle der heutigen Stadt wurde.
Spätestens seit 464 ist Albano Bischofssitz. In dieser Zeit wurde die Kirche San Pietro in die Ruinen der Thermen unter Verwendung von Steinen des Kastells gebaut. 964 übergab Kaiser Otto I. Albano an die Familie Savelli, bei der es bis 1697 blieb, als es von der Apostolischen Kammer beschlagnahmt wurde.
Während des Zweiten Weltkriegs wurde die Stadt 1944 bei Bombenangriffen der amerikanischen Luftwaffe stark zerstört.

## Bevölkerungsentwicklung
| Jahr      | 1881  | 1901  | 1921   | 1936   | 1951   | 1971   | 1991   | 2001   | 2011   |
| Einwohner | 6.770 | 8.296 | 10.269 | 11.469 | 14.775 | 24.428 | 31.399 | 33.692 | 38.368 |

Quelle ISTAT

## Religion
Albano ist Sitz des katholischen, suburbikarischen Bistums Albano. Die Einwohner gehören mehrheitlich der römisch-katholischen Kirche an. Die Stadt hat acht Kirchengemeinden, vier in der Kernstadt, zwei in der Fraktion Pavona und je eine in den Fraktionen Cancelliera und Cecchina.

## Politik

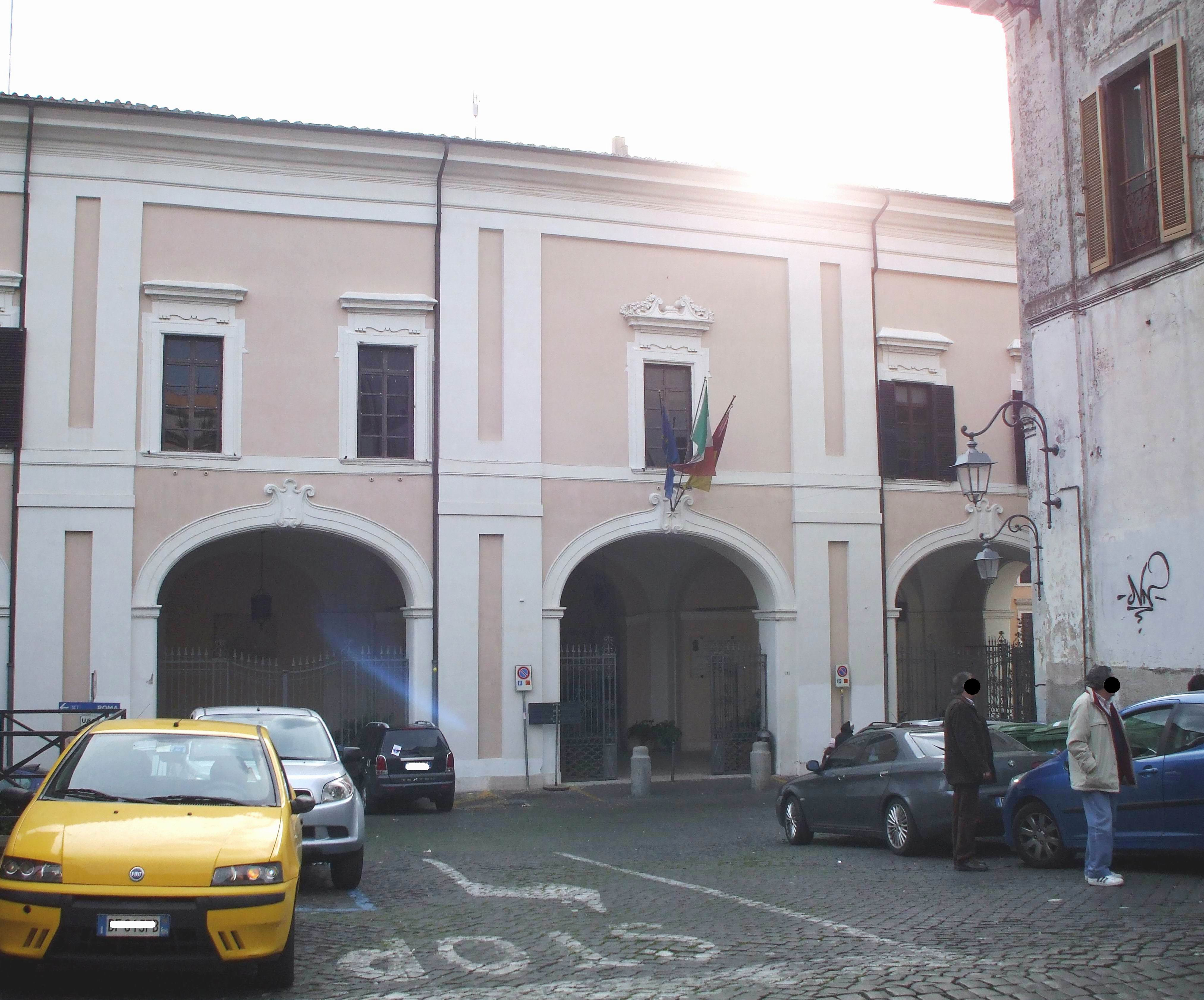
Palazzo Savelli, Sitz der Stadtverwaltung

### Bürgermeister und Gemeinderat
Nicola Marini (PD) wurde im April 2010 zum Bürgermeister gewählt und im Mai 2015 im Amt bestätigt. Er hatte Marco Mattei (Rosa Bianca) (2000–2010) abgelöst, der nicht mehr kandidierte. Bei der Wahl am 20. September 2020 wurde Massimiliano Borelli (PD) zum Bürgermeister gewählt. Dessen Mitte-links-Bündnis stellt mit 15 von 24 Sitzen und einem Stimmenanteil von 53,0 % die Mehrheit im Gemeinderat. Die Wahlbeteiligung lag 2020 bei 67,3 %.

### Städtepartnerschaften
Partnerstädte von Albano Laziale sind
- Belgard in Pommern (Polen), seit 2004
- Köslin in Pommern (Polen), seit 2004
- Alytus in Litauen seit 2004
- Savelli (Kalabrien) in Italien
- Homburg (Saar) in Deutschland seit 2018[10]

## Verkehr
- Albano liegt 19 km von der Auffahrt Monteporzio Catone auf den Autobahnzubringer zur Autobahn A1 Autostrada del Sole entfernt.
- Albano liegt seit der Antike an der Via Appia, die heute als Staatsstraße 7 Via Appia den Ort mit Rom verbindet.
- Die Via Nettunense (Staatsstraße SS 207), die den Stadtteil Pavona durchquert, führt nach Anzio (41 km) ans Meer.

- In Albano liegt der Endbahnhof der Regionalbahnstrecke FL4 Rom–Albano. An der Regionalbahnstrecke FL4 Rom–Velletri liegen die Bahnhöfe Pavona, Cancelleria und Cecchina.

- Der nächste internationale Flughafen Rom-Fiumicino befindet sich in 43 km Entfernung.

## Sehenswürdigkeiten
- Das römische Tor Porta Praetoria verweist auf die Stationierung der 2. Parthischen Legion, die nach dem Krieg gegen die Parther in die Albaner Berge verlegt worden war.
- Die Kathedrale San Pancrazio mit einer Fassade aus dem Jahr 1772 ist der Bischofssitz des Bistums Albano. Die Kirche selbst geht auf einen Bau zurück, den Papst Leo III. (795–816) auf den Trümmern einer vorchristlichen Basilika errichten ließ.

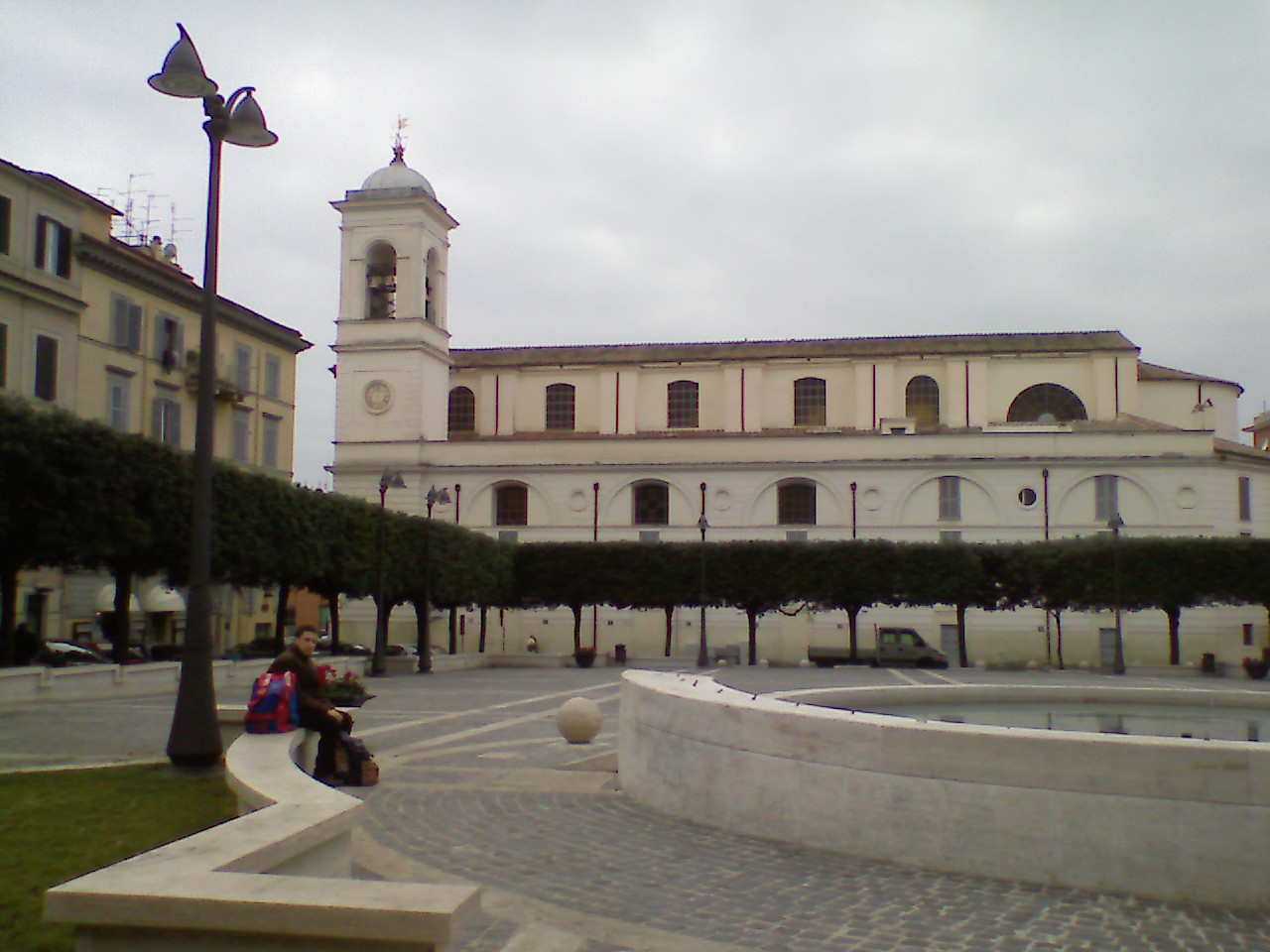
Kathedrale San Pancrazio
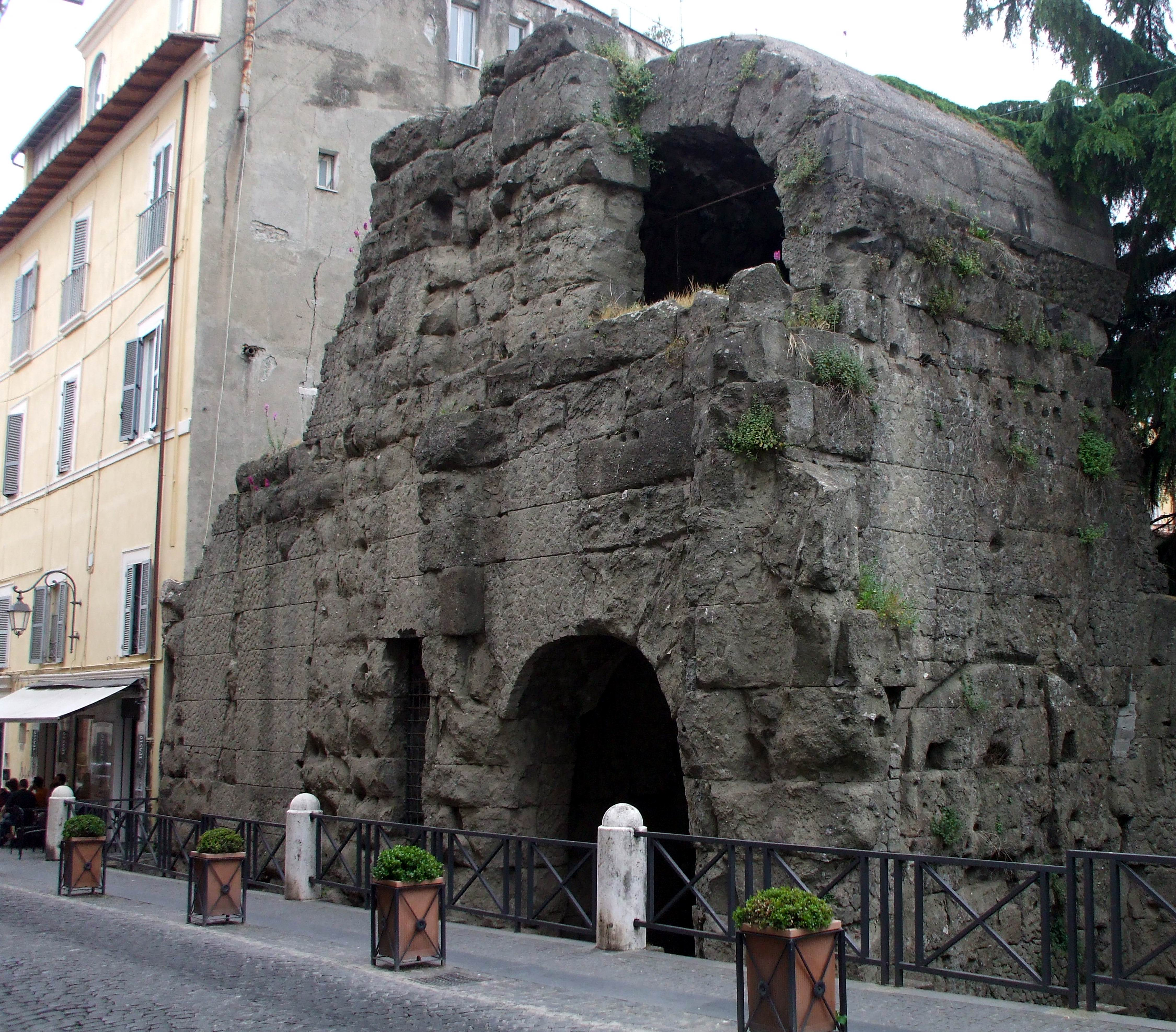
Römische Porta Praetoria

## Söhne und Töchter der Stadt
- Luigi Antonio Sabbatini (1732–1809), Komponist und Musiktheoretiker
- Michele Di Pietro (1747–1821), Kurienkardinal und Präfekt der Kongregation De Propaganda Fide
- Cesare De Sanctis (1824–1916), Komponist, Kirchenmusiker und Musikpädagoge
- Luigi Pallotti (1829–1890), Kardinaldiakon
- Eugene de Blaas (1843–1931), Maler
- Julius von Blaas (1845–1922), Maler
- Antonio Mancini (1852–1930), Maler
- Viktor von Seiller (1880–1969), Oberstleutnant im Generalstab der k.u.k. Armee
- Luigi Traglia (1895–1977), Kardinalbischof und Kardinaldekan
- Piero Taruffi (1906–1988), Motorrad- und Automobilrennfahrer sowie Konstrukteur
- Paolo Giannini OSBI (1920–2006), Abt von Santa Maria di Grottaferrata
- Bruno Monti (1930–2011), Radrennfahrer
- Maurizio Silvi (1949–2022), Maskenbildner
- Giorgio Battistelli (* 1953), Komponist
- Simone Pepe (* 1983), Fußballspieler